# Хапчагай
Хапчага́й (якут. Хаптаҕай) — село в Мегино-Кангаласском улусе Якутии России. Административный центр Дойдунского наслега.

## География
Село находится в центральной части региона, на Центрально-Якутской равнине, в зоне тайги и подзоне среднетаёжных лесов, на берегу реки Лена, на расстоянии 46 км к северу от посёлка городского типа Нижний Бестях, административного центра улуса.
Климат
В населённом пункте, как и во всем районе, климат резко континентальный, с продолжительным зимним и коротким летним периодами. Зимой погода ясная, с низкими температурами. Устойчивые холода зимой формируются под действием Сибирского антициклона. Средняя температура января −41…-42 °С, июля +17…+18 °С. Осадков выпадает 200—255 мм в год.

## История
Согласно Закону Республики Саха (Якутия) от 30 ноября 2004 года N 173-З N 353-III село возглавило образованное муниципальное образование Дойдунский наслег.

## Население
| 2002 | 2010 | 2011 | 2012 | 2021 |
| ---- | ---- | ---- | ---- | ---- |
| 133  | ↘132 | →132 | ↘130 | ↘120 |

Национальный состав
Согласно результатам переписи 2002 года, в национальной структуре населения якуты составляли 96 % из 133 чел.

## Улицы
| - ул. Кердюгенская, - ул. Лесная, - ул. Нагорная, - ул. Новая, | - ул. Северная, - ул. Трудовая, - ул. Хардан, - ул. Центральная. |

## Инфраструктура
В селе функционируют общеобразовательная начальная школа, детский сад, почтовое отделение, ветеринарный участок.